# Alexandra Cornilescu
Alexandra Cornilescu (n. 6 august 1947, Iași) este o lingvistă română. Este specialistă în lingvistică modernă, profesor universitar la Facultatea de Limbi și Literaturi Străine din cadrul Universității din București și autoare a unor lucrări de gramatică generativă. A fost decan al Facultății de Limbi și Literaturi Străine de la Universitatea din București (din 2004).

## Listă de lucrări
- The Transformational Syntax of English. The Complex Sentence, Tipografia Universității din București, București, 1976;
- English Syntax, Tipografia Universității București, 1982;
- Elements of English Sentence Pragmatics, (with Prof. D. Chitoran),TUB,1985
- Elements of English Sentence Semantics, (with Prof. D. Chitoran),TUB,1986
- The Theory of Speech Acts, Editura Fundatiei 'Chemarea',Iasi,1994
- Concepts of Modern Grammar. A Generative Grammar Perspective,Editura Universității din București, 1995
- Complementation in English. A Minimalist Approach, Editura Universității București, 2003
- The Grammar of English Infinitives,Europa Nova,Iași
- Complementation in English, A Minimalist Perspective EUB, Bucharest,2003

## Editoriale
1) Redactor șef- "Bucharet Working Papers in Linguistics", revista anuală a Catedrei de Limba Engleză din cadrul Universității din București
2) Membră în Comitetul de redacție al revistei "Analele Universitatii Bucuresti, Limbi straine", revistă anuală a Facultății de Limbi și Literaturi Străine din București
3) Membră în Comitetul de redacție al revistei "British and American Studies", revistă anuală editată de Romanian Society for the Study of English"
4) Membra în Comitetul de redacție al revistei Revue Roumaine de Lingustique, editată de Academia Română
5) Membră în Comitetul științific al revistei de lingvistică diacronică „Diacronia”.

## Activitatea academică
din 1973- Membră în Consiliul profesoral al Facultății de Limbi Străine
între 1990-2004 Șef al Catedrei de Limbă engleză
din 2004- Decan al Facultății de Limbi și Literaturi Străine
din februarie 2004 Membra in Senatul Universității din București
A ținut cursuri și conferințe la diferite universități din țară și din lume: Universitatea Duke (SUA), Universitatea Chapel Hill (SUA), Graduate City of New York (SUA), Universitatea din Santa Cruz (SUA), Universitatea Davis (SUA), Universitatea din Amsterdam (Olanda), Universitatea din Utrecht (Olanda), Universitatea din Leiden (Olanda),Universitatea Groningen (Olanda), Universitatea Anvers (Belgia), Universitatea din Alcala (Spania), Universitatea Carolingiană de la Praga, Universitatea Paris VII, Paris III, Paris X (Franța), Universitatea din Toronto (Canada), Universitatea din Lisabona (Portugalia), Universitatea din Padova, Universiatea din Veneția (Italia), Universitatea din Geneva (Elveția) etc. iar din țară Universiatea "Babeș-Bolyai", Cluj Napoca, Universiatea "Al.Ioan Cuza din Iași, Universiatea de Vest, Timișoara.

## Publicații

### Volume
1. The Transformational Syntax of English. The Complex Sentence, TUB, 1976, 626p.
2. English Syntax. The Complex Sentence. TUB, 1982, (second edition 1986), 616 p.
3. Elements of English Sentence Pragmatics, (with Prof. D. Chitoran), TUB, 1985, 369p.
4. Elements of English Sentence Semantics, (with Prof. D.Chitoran) TUB, 1986, 467p.
5. The Theory of Speech Acts, Editura Fundatiei "Chemarea", Iasi, 1994, 243p.
6. Concepts of Modern Grammar, a GB Perspective. Bucharest University Press, 1994, 402p, second edition, revised, EUB, 2006
7. Montague Grammar and the Analysis of Relative Clauses, Bucharest University Press, 1996.
8. Accuracy and Fluency, Infinitives, Gerunds, Participles', Europa Nova, Iasi, 1996
9. The Grammar of English Infinitives, Europa Nova, Iasi
10. Complementation in English, A Minimalist Perspective EUB, Bucharest, 2003, 504p, second edition 2004

### Antologii
British Life and Institutions, with I. Stefanescu, A. Nicolescu, TUB, 1983

### Traduceri
1. John Lyons: Introducere în lingvistica teoretică (Introduction to Theoretical Linguistics), Bucuresti, Editura Științifică
2. Noam Chomsky: Cunoașterea limbii (Knowledge of Language), Bucuresti, Editura Stiințifică

## Distincții
- Alboiu, G., Avram, A., Avram, L., D. Isac (eds.) Pitar Moș: A Building with a View. Papers in Honour of Alexandra Cornilescu, Editura Universității din București, București, 2007